# Entrance of the Conflagration
«Entrance of the Conflagration» (или в просторечии Entrance) — первый сингл, выпущенный группой Trivium с их третьего студийного альбома The Crusade. Релиз сингла состоялся 6 сентября 2006 года.
Песня описывает поступок одной американской женщины Андреа Йетс, которая утопила своих пятерых детей. (Йетс признали невменяемой). В песне упоминается депрессия Йетс и её попытки суицида. Строчка «Robbed by the seventh deadly sin» («Ограбленный седьмым смертным грехом») отссылает к утверждению Йетс о убийствах: «Это был седьмой смертный грех. Мои дети не были праведниками. Они были грешниками, потому что я была злом. Так как я их воспитывала, они бы никогда не спаслись. Они были обречены на гибель в пламени ада».
Песня была выложена группой в интернете на своей странице на MySpace 2 сентября 2006. Однако впоследствии она была удалена из свободного скачивания.